# Arbeitstagung Allgemeine Algebra
Die Arbeitstagung Allgemeine Algebra (AAA) ist eine im Jahr 1970 vom Mathematiker Rudolf Wille gegründete Serie wissenschaftlicher Fachtagungen, die seither zweimal pro Jahr an europäischen Universitäten stattfindet.

## Allgemeines
Die Themen der Tagung sind aktuelle Forschungsresultate der Teilnehmer in den Gebieten der abstrakten und besonders der universellen Algebra, der Verbandstheorie sowie die Anwendungen dieser Gebiete in der mathematischen Logik, der Modelltheorie sowie in den Computerwissenschaften. Die Tagung wird von Wissenschaftlern der veranstaltenden Universitäten organisiert; ihnen obliegt auch die Auswahl der Hauptvortragenden und die Planung der weiteren Vorträge, üblicherweise in mehreren Parallelsektionen. Mit der Präsentation eines Vortrages ist keine Veröffentlichung verbunden, es sind aber verschiedene Tagungsbände veröffentlicht worden. Ein besonderes Anliegen ist, Wissenschaftlern am Beginn des wissenschaftlichen Arbeitens die Möglichkeit zur Präsentation ihrer ersten Ergebnisse zu bieten.
Die Vorträge werden praktisch durchwegs in englischer Sprache gehalten. International hat sich für die Tagungen dieser Serie der Titel Workshop on General Algebra – Arbeitstagung allgemeine Algebra – AAAx etabliert, wobei x die Ordnungszahl innerhalb der Serie ist (die Tagungen 2017 trugen etwa die Kurzbezeichnungen AAA93 und AAA94).

## Geschichte
Die Konferenzserie setzt seit 1990 auch die Tradition einer 1970 in der DDR von Hans-Jürgen Hoehnke gegründeten Tagungsserie über „Algebra und Grenzgebiete“ und die von Klaus Denecke initiierte Tagungsserie „Konferenz junger Algebraiker“ fort.
Die Tagungsserie wurde von 1970 bis 1995 von Rudolf Wille (TU Darmstadt), von 1995 bis 2012 von Reinhard Pöschel und Bernhard Ganter (TU Dresden) und seit 2012 von Erhard Aichinger (Johannes Kepler Universität Linz) koordiniert. Mittlerweile hat sich die Konferenzreihe von einer im Wesentlichen im deutschen Sprachraum beheimateten Tagung zu einem zentralen Forum entwickelt, auf dem wichtige aktuelle Entwicklungen im Bereich der universellen Algebra (und verwandter Disziplinen) auf europäischer und internationaler Ebene diskutiert und evaluiert werden.